# Зародище (озеро)
Зародище — озеро в Себежском районе Псковской области, на территории городского поселения «Идрица» на границе с сельским поселением «Красноармейская волость», в 5 км к юго-востоку от посёлка Идрица.
Площадь — 1,0 км² (97,9 га). Максимальная глубина — 2,0 м, средняя глубина — 1,3 м.
В 1 км к западу от озера расположена деревня Зародище.
Проточное. Через ручей Тарасовский соединено с рекой Идрица, которая в свою очередь соединяется с рекой Великой. На юге в озеро впадает ручей Лобинский.
Тип озера плотвично-окуневый. Массовые виды рыб: щука, плотва, окунь, красноперка, линь, карась, вьюн, ерш.
Для озера характерны: низкие заболоченные берега, в прибрежье — леса, луга, болото; в литорали заиленный песок, ил, песок, в центре — ил; сплавины; бывают заморы.